# Wilhelm Böttger

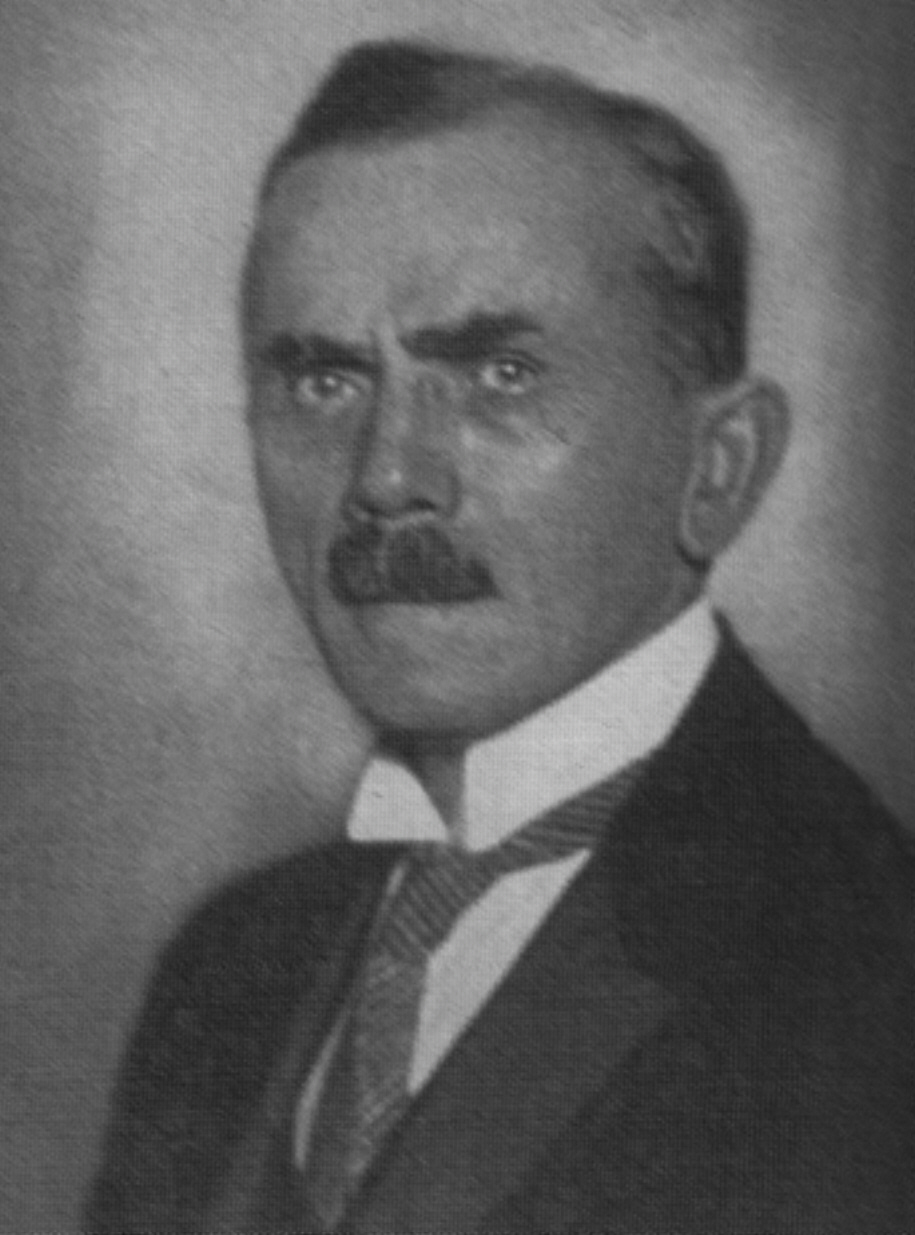
Wilhelm Böttger 1910 in Leipzig

Wilhelm Carl Böttger (* 2. Oktober 1871 in Leisnig; † 23. Oktober 1949 in Hannover) war ein deutscher Chemiker.

## Leben
Sein Vater war der Tuchfabrikant Heinrich Hermann Böttger (1829–1910). Carl Wilhelm Böttger machte eine praktische Ausbildung als Apotheker in Chemnitz, Berlin und der Schweiz und studierte dann ab 1893 Pharmazie und ab 1895 Chemie in Leipzig, wo er 1897 promovierte. Anschließend war er in Göttingen Assistent bei Otto Wallach und dann bis 1937 in Leipzig Assistent und später Abteilungsleiter am Physikalisch-chemischen Institut unter Wilhelm Ostwald und Max Le Blanc. 1903 habilitierte er sich für analytische und physikalische Chemie und ging dann 1904/05 als Research Associate nach Boston ans Institute of Technology. 1910 wurde er in Leipzig außerordentlicher Professor und 1922 ordentlicher Professor für analytische Chemie. 1938 wurde er emeritiert. Im Jahr 1932 wurde Böttger zum Mitglied der Gelehrtenakademie Leopoldina gewählt.

## Werk
Er ist für die Anwendung von Erkenntnissen der Physikalischen Chemie auf die Analytische Chemie bekannt und bestimmte die Grenzen qualitativer Nachweismethoden wie Farbindikatoren. Er führte die Entwicklung der potentiometrischen Titration fort, eingeführt durch Robert Behrend, führte flüssige Quecksilberelektroden in die Analytik ein und entwickelte elektroanalytische Trennmethoden. Bei Riedel-de Haën überwachte er ab 1922 die Produktion der dort Fixanal genannten Maßlösungen.

## Schriften
- Grundriß der qualitativen Analyse vom Standpunkt der Lehre der Ionen, 1902